# Список наград Василия Андреевича Жуковского

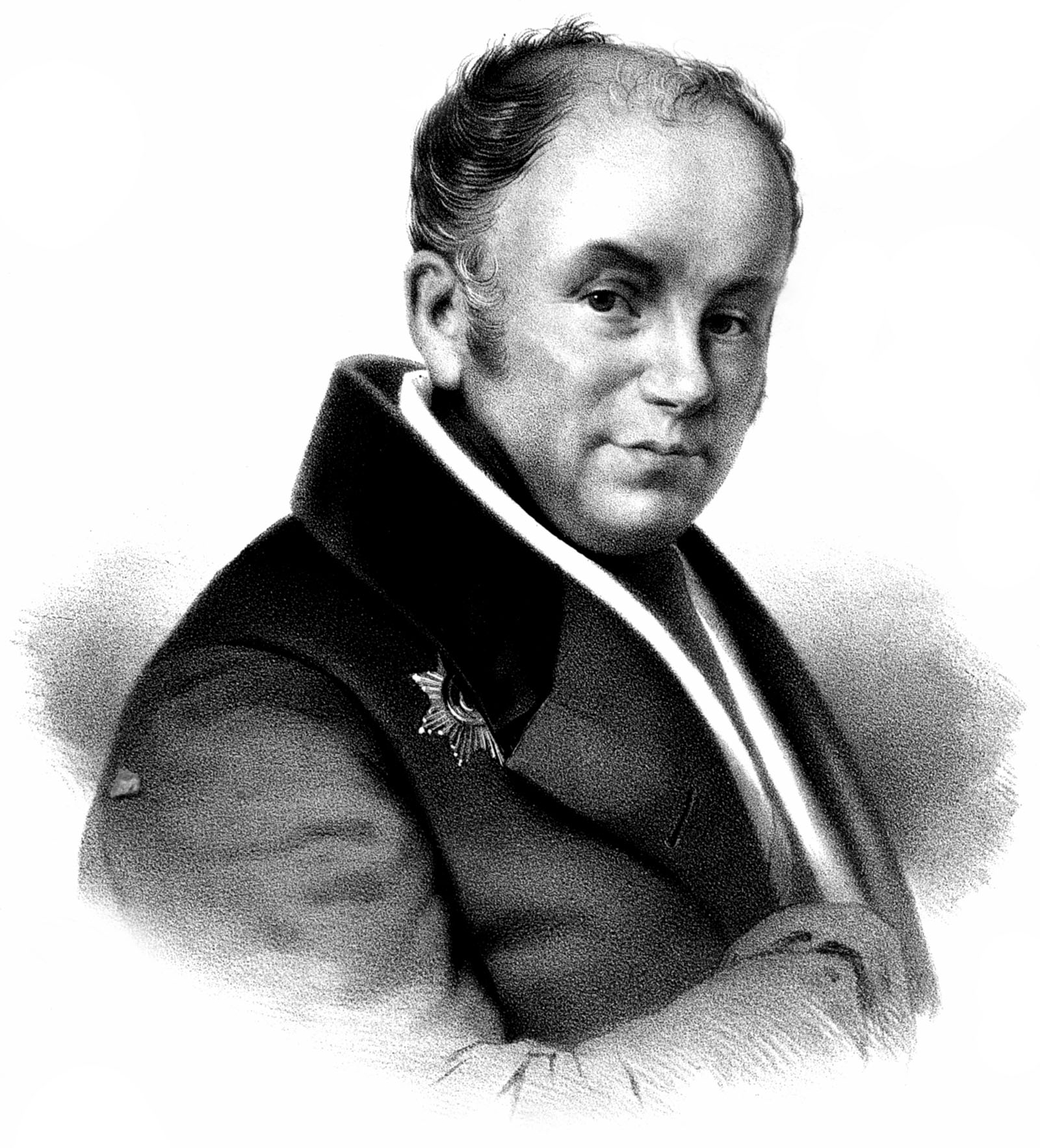
Василий Андреевич Жуковский.
Гравюра П. Ф. Бореля с рисунка неизвестного художника

Василий Андреевич Жуковский (1783—1852) в 1785 году был зачислен на военную службу, в 1800 году — на гражданскую. Занимал должности учителя русского языка императрицы Александры Фёдоровны и невесты цесаревича Александра Николаевича Марии Александровны, наставника цесаревича Александра Николаевича (с 1825 года до его бракосочетания в 1841 году). Помимо наград, полученных на гражданской службе в соответствие с чинами и выслугой лет, имел боевую награду — орден Святой Анны 2-й степени (1812 год, за личное мужество в Бородинском сражении и в сражении под Красным).

## Знаки отличия

### Российские
- Именная серебряная медаль выпускнику Московского университетского пансиона (06.1800).
- Орден Святой Анны 2-й степени (03.06.1813)[1]
- Серебряная медаль «В память Отечественной войны 1812 года»[1]
- Алмазные знаки к ордену Святой Анны 2-й степени (06.04.1824)[1]
- Орден Святого Владимира 3-й степени (12.07.1825)[1]
- Орден Святого Станислава 1-й степени (30.08.1833)[1]
- Знак отличия беспорочной службы за XX лет (22.08.1835)[1]
- Орден Святой Анны 1-й степени за воспитание цесаревича — будущего императора Александра II (22.08.1835)[1]
- Орден Святого Владимира 2-й степени (01.07.1839)[1]
- Знак отличия беспорочной службы за XXV лет (22.08.1839)[1]
- Орден Белого орла (30.08.1849)[1]

### Иностранные
- Прусский орден Красного орла 2-й степени (30.08.1829)[1]
- Шведский орден Полярной звезды 1-й степени (01.01.1838)[1]
- Датский орден Данеброг 1 ст. (11.07.1838)[1]
- Ганноверский Королевский Гвельфский орден 1-й степени (11.07.1838)[1]
- Звезда прусского ордена Красного орла 2-й степени (11.07.1838)[1]
- Австрийский орден Железной короны 1-й степени (12.03.1839)[1]
- Вюртенбергский орден Фридриха 1-й степени (21.03.1839)[1]
- Баденский орден Церингенского льва 1-й степени (24.03.1839)[1]
- Нидерландский орден Нидерландского льва 2-й степени (03.05.1839)[1]
- Саксонский орден Гражданских заслуг 1-й степени (01.04.1840)[1]
- Саксен-Веймарский орден Белого сокола (08.04.1840)[1]
- Бриллиантовые знаки к прусскому ордену Красного орла 2-й степени (01.07.1840)[1]
- Прусский орден «Pour le Mérite für Wissenschaften und Künste» (31.05.1842)[1]

## Чины

### Военные
- Прапорщик (09.07.1789).
- Поручик (10.08.1812).
- Штабс-капитан (06.11.1812).

### Гражданские
- Городовой секретарь (15.02.1800).
- Губернский секретарь (18.10.1800).
- Титулярный советник (вне правил, из 12-го класса Табели о рангах в 9-й класс, 14.10.1801).
- Коллежский асессор (23.03.1818).
- Надворный советник (05.01.1823).
- Коллежский советник (22.08.1826).
- Статский советник (30.08.1828).
- Действительный статский советник (30.08.1830).
- Тайный советник (16.04.1841).

## Высочайшие подарки
- Бриллиантовый перстень с вензелевым именем Его Величества (16.12.1816).
- Табакерка с портретом Её Величества государыни императрицы, осыпанная бриллиантами (01.01.1838).
- Табакерка, украшенная бриллиантами (01.07.1839).

## Денежные выплаты
- Пожизненная пенсия по 4 тысячи рублей в год (30.12.1816).
- Аренда по чину (29.05.1831).
- Пожизненная аренда по 3 тысячи рублей серебром в год (20.04.1834).